# Diocesi di Morondava
La diocesi di Morondava (in latino: Dioecesis Morondavensis) è una sede della Chiesa cattolica in Madagascar suffraganea dell'arcidiocesi di Toliara. Nel 2021 contava 78.798 battezzati su 911.210 abitanti. È retta dal vescovo Marie Fabien Raharilamboniaina, O.C.D.

## Territorio
La diocesi comprende parte delle regioni di Menabe e di Melaky nella parte occidentale del Madagascar.
Sede vescovile è la città di Morondava, sede della cattedrale di Maria Regina del Mondo (Maria Manjaka Namahora). A Miandrivazo sorge la concattedrale di San Giuseppe.
Il territorio è suddiviso in 27 parrocchie.

## Storia
La prefettura apostolica di Morondava fu eretta l'8 gennaio 1938 con la bolla Quo evangelici di papa Pio XI, ricavandone il territorio dai vicariati apostolici di Fianarantsoa (oggi arcidiocesi), di Majunga (oggi diocesi di Mahajanga), di Antsirabé (oggi diocesi) e di Tananarive (oggi arcidiocesi di Antananarivo).
Il 15 marzo 1939 si ampliò incorporando una porzione del territorio che era appartenuto alla missione sui iuris di Miarinarivo (oggi diocesi).
Il 14 settembre 1955 con la bolla Dum tantis di papa Pio XII la prefettura apostolica è stata elevata a diocesi suffraganea dell'arcidiocesi di Tananarive (oggi arcidiocesi di Antananarivo).
L'11 dicembre 1958 entrò a far parte della provincia ecclesiastica dell'arcidiocesi di Fianarantsoa.
Il 25 aprile 1960 ha ceduto una porzione del suo territorio a vantaggio dell'erezione della diocesi di Morombe.
Il 3 dicembre 2003 è divenuta suffraganea dell'arcidiocesi di Toliara.
L'8 febbraio 2017 ha ceduto una porzione del suo territorio a vantaggio dell'erezione della diocesi di Maintirano.

## Cronotassi dei vescovi
Si omettono i periodi di sede vacante non superiori ai 2 anni o non storicamente accertati.
- Joseph-Paul Futy, M.S. † (21 gennaio 1938 - 13 febbraio 1947 nominato vicario apostolico di Antsirabé)
- Étienne Garon, M.S. † (4 luglio 1947 - 6 giugno 1954 deceduto)
- Paul Joseph Girouard, M.S. † (30 dicembre 1954 - 18 febbraio 1964 deceduto)
- Bernard Charles Ratsimamotoana, M.S. † (29 settembre 1964 - 8 agosto 1998 dimesso)
- Donald Joseph Leo Pelletier, M.S. † (15 ottobre 1999 - 26 febbraio 2010 ritirato)
- Marie Fabien Raharilamboniaina, O.C.D., dal 26 febbraio 2010

## Statistiche
La diocesi nel 2021 su una popolazione di 911.210 persone contava 78.798 battezzati, corrispondenti all'8,6% del totale.
| anno | popolazione | popolazione | popolazione | presbiteri | presbiteri | presbiteri | presbiteri                | diaconi | religiosi | religiosi | parrocchie |
| anno | battezzati  | totale      | %           | numero     | secolari   | regolari   | battezzati per presbitero | diaconi | uomini    | donne     | parrocchie |
| ---- | ----------- | ----------- | ----------- | ---------- | ---------- | ---------- | ------------------------- | ------- | --------- | --------- | ---------- |
| 1950 | 20.553      | 212.000     | 9,7         | 10         |            | 10         | 2.055                     |         |           | 8         |            |
| 1970 | 22.080      | 226.225     | 9,8         | 21         | 2          | 19         | 1.051                     |         | 26        | 19        | 3          |
| 1980 | 24.800      | 234.000     | 10,6        | 15         |            | 15         | 1.653                     |         | 21        | 35        | 4          |
| 1990 | 32.150      | 262.000     | 12,3        | 21         | 1          | 20         | 1.530                     |         | 27        | 36        | 4          |
| 1999 | 34.500      | 421.940     | 8,2         | 21         | 2          | 19         | 1.642                     |         | 26        | 51        | 5          |
| 2000 | 37.100      | 435.870     | 8,5         | 22         | 2          | 20         | 1.686                     |         | 27        | 51        | 5          |
| 2001 | 38.600      | 437.370     | 8,8         | 25         | 3          | 22         | 1.544                     |         | 29        | 55        | 5          |
| 2002 | 38.200      | 448.280     | 8,5         | 29         | 2          | 27         | 1.317                     |         | 35        | 51        | 5          |
| 2003 | 39.600      | 456.320     | 8,7         | 30         | 2          | 28         | 1.320                     |         | 35        | 56        | 6          |
| 2004 | 41.620      | 460.200     | 9,0         | 32         | 2          | 30         | 1.300                     |         | 37        | 64        | 6          |
| 2013 | 52.605      | 546.000     | 9,6         | 43         | 9          | 34         | 1.223                     |         | 39        | 106       | 17         |
| 2016 | 61.679      | 589.788     | 10,5        | 50         | 12         | 38         | 1.233                     |         | 46        | 156       | 17         |
| 2017 | 56.692      | 675.000     | 8,4         | 60         | 15         | 45         | 945                       |         | 8         | 150       | 21         |
| 2019 | 69.650      | 828.649     | 8,4         | 61         | 15         | 46         | 1.141                     |         | 60        | 184       | 23         |
| 2021 | 78.798      | 911.210     | 8,6         | 59         | 10         | 49         | 1.335                     |         | 83        | 185       | 27         |